# فیلم رول

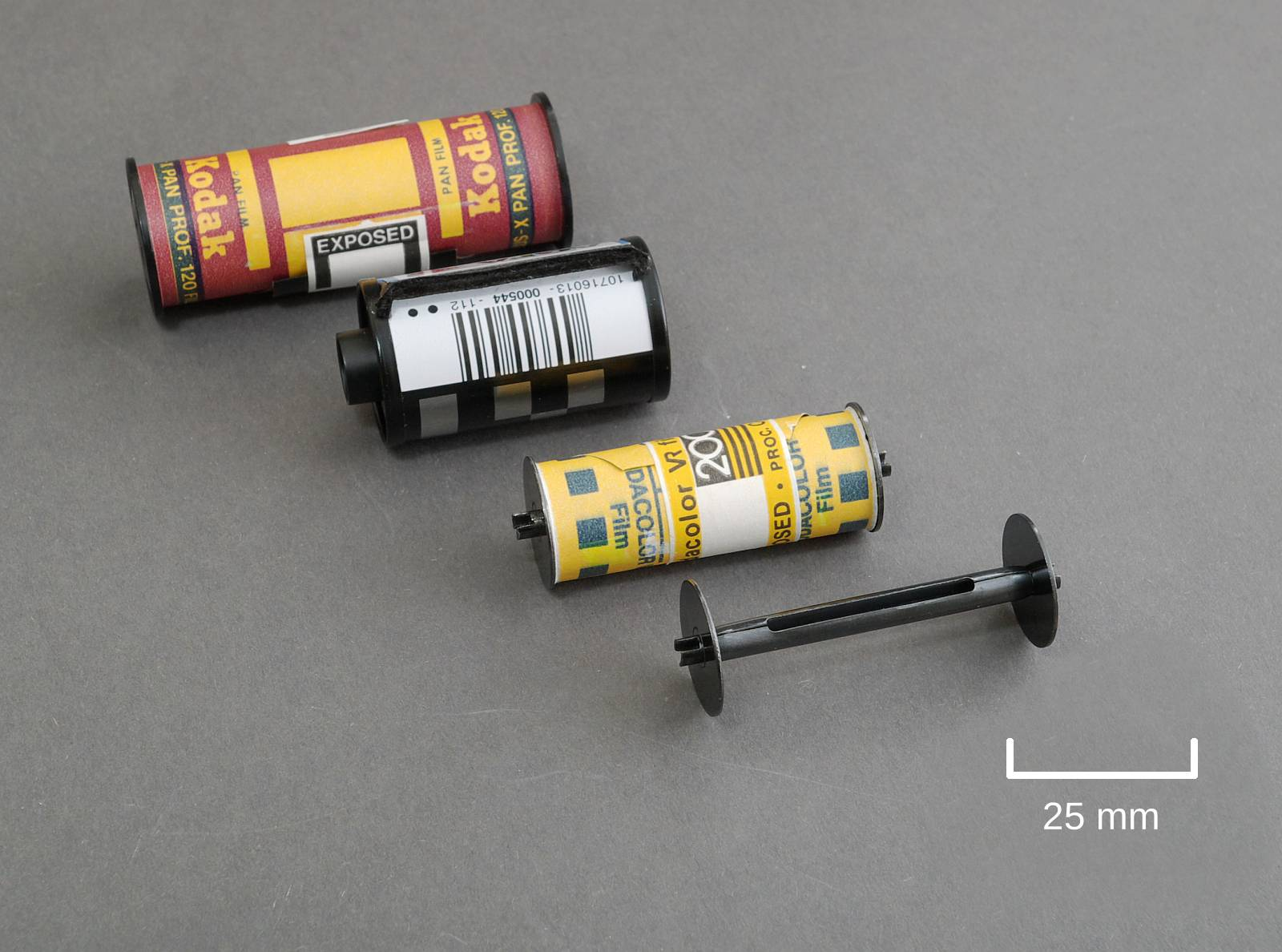
انواع فیلم رول.

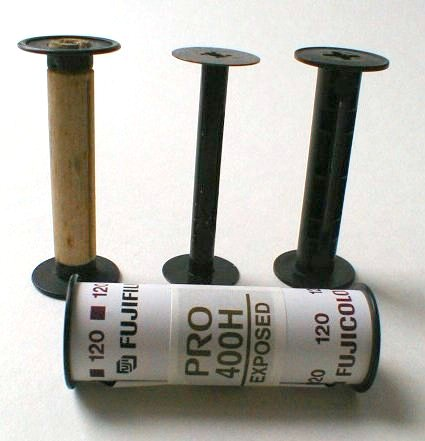
فیلم ۱۲۰ که روی قرقره پیچیده شده‌است.

فیلم‌های عکاسی در انواع رول و تخت عرضه می‌شوند.
فیلم‌های رول گاهی داخل کاست قرار دارند، مانند فیلم‌های ۱۳۵ و ۲۲۰ و گاهی روی قرقره پیچیده می‌شوند، مانند: فیلم ۱۲۰.